# Никитина, Мария Никитична
Мария Никитична Никитина (1908—1985) — звеньевая совхоза «Ручьи» Ленинградской области, Герой Социалистического Труда.

## Биография
Родилась в крестьянской семье.
В 1935 году поступила полеводом в пригородный совхоз «Ручьи», в пригороде Ленинграда. Окончила курсы в Детском Селе, после возвращения в совхоз была назначена звеньевой.
В годы Великой Отечественной войны оставалась в осажденном городе, продолжала работать звеньевой в овощеводческой бригаде, была ударницей фронтовых вахт. Работали дни и ночи, пахали на уцелевших коровах, удобрения на поля носили в ведрах и мешках. Семенного картофеля не было. Выращивали капусту, свеклу, собирали крапиву и лебеду и отправляли в госпитали и столовые осажденного города.
В первые послевоенные годы звено Никитиной выращивало капусту и свеклу, турнепс и морковь. Одним из первых в хозяйстве начало выращивать картофель, сорт «берлихинген». По инициативе Никитиной в звене стали применять квадратно-гнездовой способ посадки, в каждое гнездо сажать по четыре клубня. Результатом стали рекордные урожаи, тогда как хорошим считался урожай 200—250 центнеров с гектара, звено Никитиной стало собирать более 500 центнеров с гектара. Так осенью 1948 года урожай, собранный звеном, составил 500,9 центнеров с гектара на площади в 3 гектара.
Указом Президиума Верховного Совета СССР от 1 июня 1949 года за получение высоких урожаев картофеля Никитиной Марии Никитичне присвоено звание Героя Социалистического Труда с вручением ордена Ленина и золотой медали «Серп и Молот».
Жила в Ленинграде. Избиралась депутатом Ленинградского областного Совета народных депутатов. Награждена тремя орденами Ленина (01.06.1949, 1950, 1951), медалями, в том числе медалью «За оборону Ленинграда».